# Early Morning
«Early Morning» es el tercer sencillo de la banda noruega a-ha perteneciente a su cuarto álbum de estudio East Of The Sun, West Of The Moon de 1990.

## Video
- Dirección: Michael Burlingame - Lauren Savoy.
- Filmado en Rock In Rio II y durante el tour sudamericano.
- Disponible en Headlines and Deadlines.

## Información de los sencillos

### Sencillo en vinilo de 7"
- Sencillo de Alemania de 7"

Presenta a Early Morning (2:59) y a East Of The Sun (4:47).
- Promoción en México

Esta Promoción de 7" presenta a Early Morning con el nombre Temprano En La Manana. No se sabe mucho de lo que contiene, es una versión muy rara.
- Promoción en Las Filipinas

Esta Promoción de 7" presenta a Early Morning (2:59) y a East Of The Sun (4:47).
- Sencillo de UK de 7"

Presenta a Early Morning (2:59) y a East Of The Sun (4:47).
- Caja Limitada de UK y Alemania

Presenta a Early Morning (2:59) y a East Of The Sun (4:47).

### Sencillo en vinilo de 12"
- Promoción en Brasil

Presenta por los 2 lados a Early Morning (2:59).
- Sencillo de Alemania de 12"

Presenta a Early Morning (2:59), a East Of The Sun (4:47) y Train Of Thought (4:11).
- Sencillo de UK de 12"

Presenta a Early Morning (2:59), a East Of The Sun (4:47) y Train Of Thought (4:11).

### Sencillo en CD
- Sencillo de Alemania

Presenta a Early Morning (2:59), a East Of The Sun (4:47) y Train Of Thought (4:11).
- Sencillo de UK

Presenta a Early Morning (2:59), a East Of The Sun (4:47) y Train Of Thought (4:11).

### Sencillo en casete
- Sencillo en UK

Presenta a Early Morning (2:59) y a East Of The Sun (4:47), por ambos lados (A y B).
- Datos: Q9286020